# کراس مکفری (آلاباما)
کراس مکفری (به انگلیسی: McFrey Crossroads) یک منطقهٔ مسکونی در ایالات متحده آمریکا است که در شهرستان چروکی، آلاباما واقع شده‌است. کراس مکفری ۲۱۳٫۹۷ متر بالاتر از سطح دریا قرار دارد.